# ギャレット・A・ホーバート
ギャレット・オーガスタス・ホーバート(Garret Augustus Hobart, 1844年6月3日 - 1899年11月21日)は、アメリカ合衆国の政治家。第24代アメリカ合衆国副大統領。
ニュージャージー州モンマス郡ロングブランチ出身。1863年にラトガース大学を卒業して法曹界入りし、ニュージャージー州パターソンで弁護士業を始めた。
1873年から1875年までニュージャージー州下院議員であり、1874年から翌年には議長を務めた。1877年から1883年には州上院議員を務め、1881年から1883年には上院議長であった。1896年の大統領選挙ではウィリアム・マッキンリーの伴走候補者として共和党から指名され、1897年3月4日からその死まで副大統領職を務めた。在職中の1899年、ニュージャージー州パターソンで死去した。

## 外部リンク

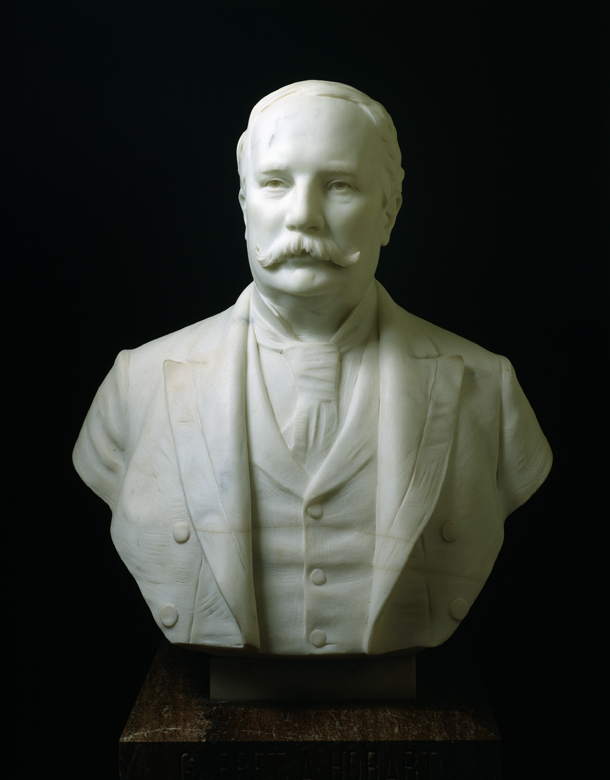
上院に飾られるホーバートの胸像